# 78e cérémonie des Rubans d'argent
La 78e cérémonie des Rubans d'argent, organisée par le syndicat national des journalistes cinématographiques italiens, se déroule le 20 juin 2023.
Le film L'Enlèvement (Rapito) de Marco Bellocchio obtient neuf nominations,.
Le film L'Enlèvement (Rapito) de Marco Bellocchio remporte sept récompenses dont celles du meilleur film, du meilleur réalisateur, du meilleur scénario, de la meilleure actrice et du meilleur acteur dans un second rôle.

## Palmarès

### Meilleur film
- L'Enlèvement (Rapito) de Marco Bellocchio
  - Il ritorno di Casanova de Gabriele Salvatores
  - Il signore delle formiche de Gianni Amelio
  - Vers un avenir radieux (Il sol dell'avvenire) de Nanni Moretti
  - Siccità de Paolo Virzì

### Meilleur réalisateur
- Marco Bellocchio pour L'Enlèvement (Rapito)
  - Andrea Di Stefano pour Dernière Nuit à Milan (L'ultima notte di Amore)
  - Luca Guadagnino pour Bones and All
  - Nanni Moretti pour Vers un avenir radieux (Il sol dell'avvenire)
  - Kim Rossi Stuart pour Brado

### Meilleur nouveau réalisateur
- Giuseppe Fiorello pour Stranizza d'amuri
  - Carolina Cavalli pour Amanda
  - Niccolò Falsetti pour Margini
  - Vincenzo Pirrotta pour Spaccaossa
  - Jasmine Trinca pour Marcel !
  - Giacomo Abbruzzese pour Disco Boy

### Meilleure comédie
- Mixed by Erry de Sydney Sibilia
  - Astolfo de Gianni Di Gregorio
  - Grazie ragazzi de Riccardo Milani
  - Il grande giorno de Massimo Venier
  - Romantiche de Pilar Fogliati

### Meilleur sujet
- Emanuele Crialese pour L'immensità
  - Ivano De Matteo et Valentina Ferlan pour Mia
  - Roberto De Paolis pour Princess
  - Paolo Genovese pour Il primo giorno della mia vita
  - Daniele Vicari pour Orlando
  - Nicola Prosatore et Antonia Truppo pour Piano piano

### Meilleur scénario
- Marco Bellocchio et Susanna Nicchiarelli  pour L'Enlèvement (Rapito)
  - Kim Rossi Stuart et Massimo Gaudioso et Valentina Ferlan pour Brado
  - Francesca Marciano, Valia Santella, Nanni Moretti et Federica Pontremolipour Vers un avenir radieux (Il sol dell'avvenire)
  - Armando Festa et Sydney Sibilia pour Mixed by Erry
  - Francesca Archibugi, Paolo Giordano, Francesco Piccolo et Paolo Virzì pour Siccità

### Meilleure actrice
- Barbara Ronchi pour son rôle dans L'Enlèvement (Rapito)
  - Margherita Buy pour son rôle dans Vers un avenir radieux (Il sol dell'avvenire)
  - Linda Caridi pour son rôle dans Dernière Nuit à Milan (L'ultima notte di Amore)
  - Benedetta Porcaroli pour son rôle dans Amanda
  - Jasmine Trinca pour son rôle dans Profeti

### Meilleur acteur
- Alessandro Borghi et Luca Marinelli pour leurs rôles dans Les Huit Montagnes (Le otto montagne)
  - Pierfrancesco Favino pour son rôle dans Dernière Nuit à Milan (L'ultima notte di Amore)
  - Edoardo Leo pour son rôle dans Mia
  - Luigi Lo Cascio pour son rôle dans Il signore delle formiche
  - Fausto Russo Alesi pour son rôle dans L'Enlèvement (Rapito)

### Meilleure actrice dans un second rôle
- Barbora Bobulova pour son rôle dans Vers un avenir radieux (Il sol dell'avvenire)
  - Milena Mancini pour son rôle dans Mia
  - Sara Serraiocco pour son rôle dans Il primo giorno della mia vita
  - Kasia Smutniak pour son rôle dans Le Colibri (Il colibrì)
  - Lidia Vitale pour son rôle dans Ti mangio il cuore

### Meilleur acteur dans un second rôle
- Paolo Pierobon pour son rôle dans L'Enlèvement (Rapito)
  - Fabrizio Bentivoglio pour son rôle dans Il ritorno di Casanova
  - Francesco Di Leva pour son rôle dans Dernière Nuit à Milan (L'ultima notte di Amore)
  - Lino Musella pour son rôle dans Princess
  - Saul Nanni pour son rôle dans Brado

### Meilleure actrice dans une comédie
- Pilar Fogliati pour son rôle dans Romantiche
  - Antonella Attili pour son rôle dans Il grande giorno
  - Giorgia pour son rôle dans Scordato
  - Valentina Lodovini pour son rôle dans I migliori giorni
  - Stefania Sandrelli pour son rôle dans Astolfo

### Meilleur acteur dans une comédie
- Antonio Albanese pour son rôle dans Grazie ragazzi
  - Claudio Bisio pour son rôle dans Vicini di casa
  - Paolo Calabresi pour son rôle dans I migliori giorni
  - Nicola Rignanese pour son rôle dans Margini
  - Giorgio Tirabassi pour son rôle dans Il pataffio

### Meilleure photographie
- Michele D'Attanasio pour Ti mangio il cuore et Caravage (L'ombra di Caravaggio)
  - Luan Amelio pour Il signore delle formiche
  - Francesco Di Giacomo pour L'Enlèvement (Rapito)
  - Italo Petriccione pour Il ritorno di Casanova
  - Matteo Vielle pour Delta

### Meilleure scénographie
- Tonino Zera pour Caravage (L'ombra di Caravaggio) et Mixed by Erry
  - Andrea Castorina pour L'Enlèvement (Rapito)
  - Dimitri Capuani pour Siccità
  - Rita Rabassini pour Il ritorno di Casanova
  - Alessandro Vannucchi pour Vers un avenir radieux (Il sol dell'avvenire)

### Meilleurs costumes
- Carlo Poggioli pour Caravage (L'ombra di Caravaggio)
  - Massimo Cantini Parrini pour L'immensità
  - Patrizia Chericoni pour Il ritorno di Casanova
  - Marta Passarini pour Marcel !
  - Nicoletta Taranta pour Stranizza d'amuri

### Meilleur montage
- Francesca Calvelli et Stefano Mariotti  pour L'Enlèvement (Rapito)
  - Consuelo Catucci pour Caravage (L'ombra di Caravaggio)
  - Giogiò Franchini pour Dernière Nuit à Milan (L'ultima notte di Amore)
  - Paola Freddi pour Monica et Princess
  - Jacopo Quadri pour Siccità

### Meilleur son
- Alessandro Palmerini pour Les Huit Montagnes (Le otto montagne)
  - Roberto Cois pour Bentu
  - Angelo Bonanni pour Delta
  - Umberto Montesanti pour Il primo giorno della mia vita
  - Alessandro Zanon pour Vers un avenir radieux (Il sol dell'avvenire)

### Meilleur directeur de casting
- Francesca Borromeo pour Mixed by Erry
  - Marita D'Elia pour Piano piano
  - Teresa Razzauti pour Diabolik: Ginko all'attacco
  - Francesco Vedovati et Morgana Bianco pour Les Huit Montagnes (Le otto montagne)
  - Francesco Vedovati et Barbara Giordani pour Caravage (L'ombra di Caravaggio)

### Meilleure musique
- Colapesce Dimartino pour La primavera della mia vita
  - Stefano Bollani pour Il pataffio
  - Franco Piersanti pour Siccità et Vers un avenir radieux (Il sol dell'avvenire)
  - Pivio et Aldo De Scalzi pour Diabolik: Ginko all'attacco
  - Teho Teardo pour Delta et Orlando

### Meilleure chanson originale
- Caro amore lontanissimo  pour Le Colibri (Il colibrì)
  - Leggera pour Romantiche
  - Se mi vuoi (musique, texte et interprétation de Diodato) pour Diabolik: Ginko all'attacco
  - La palude pour Margini
  - Proiettili (ti mangio il cuore) pour Ti mangio il cuore
  - O Dj (Don't Give Up) (musique, texte et interprétation de Liberato) pour Mixed by Erry